# Neopaganismo germânico

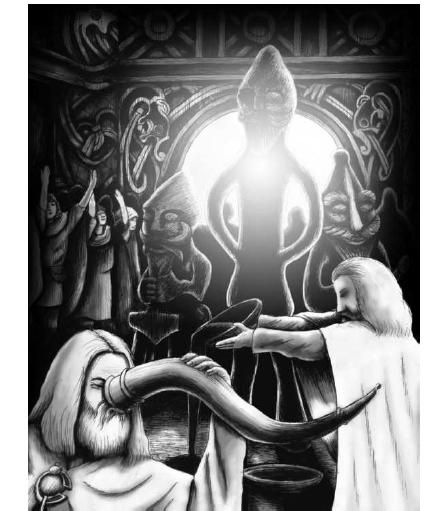

O neopaganismo germânico, etenismo/etenaria (do inglês heathenism, heathenry) ou Odinismo é a reconstrução da antiga religião praticada durante séculos pelos germânicos, referente a todos os povos de sua origem. A reconstrução das antigas tradições germânicas começou com o auge do Romantismo no século XIX. No século XX, durante a década de 60, viu-se um aumento nos grupos que retomaram as práticas da religião germânica pré-cristã.
O neopaganismo germânico caracteriza-se pelo culto a natureza, aos ancestrais, crenças politeístas e animistas. Embora em grande parte não exista um consenso geral entre diferentes grupos e indivíduos que vem a praticar essa forma de paganismo, não há assim uma estrutura central religiosa, dogmática ou ortodoxa, isso faz com que existam diversas vertentes e movimentos dentro do neopaganismo germânico, que são classificados de acordo com a sua focalização, identificado em sua nomenclatura qual povo germânico a devida tradição vem a praticar, em seu contexto regional. A atitude e focalização dos aderentes pode variar consideravelmente, desde o reconstrucionismo estrito historicamente falando, ao eclético, pragmático e até místico e ocultista. As posições em relação a quem pode praticar o neopaganismo germânico também variam muito, havendo desde grupos com postura racista, até grupos totalmente antirracistas, não sendo esse um ponto pacífico entre os mais diversos grupos.
Diferente do senso comum, germânico não é sinônimo de alemão, mas refere-se a todos os povos com origem na parte setentrional do continente europeu, incluindo regiões que pertencem a países como Áustria e Suíça, no continente, Escandinávia (Dinamarca, Suécia e Noruega), Islândia e Inglaterra, principalmente, embora ondas de povos germânicos como suevos e visigodos tenham se estabelecido na península Ibérica e os vândalos no norte da África. Todos esses povos estão dentro do grupo linguístico que proveio do idioma germânico comum, e possuíam cultura e religiões bastante similares, que foram suprimidos pelo cristianismo, mas, nas últimas décadas, passaram a ser revividos.

## Vertentes e subdenominações
Existem diferentes termos são utilizados por aqueles que aderem ao neopaganismo germânico, o uso da dita terminologia varia segundo as regiões, assim como segundo as intenções de cada grupo, de igual maneira que ocorre com as denominações de outras religiões. Os termos não são intercambiáveis e sinônimos entre si. Alguns termos são específicos, enquanto que outros servem para abarcar a uma variedade de grupos diferentes.

### Ásatrú
Ásatrú (Ása-Trú. Literalmente, fiel ou leal aos deuses Æsir) é a recriação e unificação moderna da herança pagã do centro e norte da Europa. É a mais popular das tradições neopagãs nórdicas a nível internacional e o termo mais usado para referir-se às tradições recriadas germânicas. Entre seus fundadores e promotores principais contam-se o islandés Sveinbjörn Beinteinsson e o atual sumo-sacerdote da Associação Pagã Islandesa, Hilmar Hilmarsson.  Apesar do nome, rende culto a todos os deuses da mitologia nórdica, tanto Æsir como Vanir, e sustenta uma série de rituais baseados nas antigas tradições culturais dos vikings. Dentro da Ásatrú existe uma grande batalha entre pessoas que defendem uma visão racista e outra inclusiva da religião nórdico.

### Vanatrú
A Vanatrú é uma prática religiosa da tradição nórdica. É uma vertente do movimento neopagão germânico, um dos mais recentes em, seu nascimento. Surge essencialmente como identificação nórdica distinta da Ásatrú por centrar-se no culto exclusivamente dos Vanir, divindades da natureza, que se distinguem dos Æsir, divindades patronas da esfera humana, e têm una ótica más psicológica. Também centra o culto no mundo natural e sobre a relação do homem com a Natureza, enquanto que a Ásatrú o faz sobre os valores sociais e o desenvolvimento pessoal do ser humano. Vanatrú se pode traduzir como "confiança nos Vanir". Muitos praticantes da Ásatrú também, todavia, identificam-se com a Vanatrú.

### Odinismo
O australiano Alexander Rud Mills, a dinamarquesa Else Christensen, o alemão Ludwig Fahrenkrog são alguns dos pioneiros desta vertente. Ela foi baseada principalmente nas ideias de Guido von List e seu armanismo. Esta tradição se baseia nas chamadas Nove Nobre Virtudes: Coragem, Verdade, Honra, Fidelidade, Disciplina, Hospitalidade, Produtividade, Autocontrole, Perseverança. Um dos grupos mais conhecidos é a Odinic Rite.

### Theodismo
O theodismo é uma rama do neopaganismo germânico nascida e difundida na América setentrional a partir de 1976. A religião theodista se apresenta como um movimento principalmente reconstrucionista das religiões praticadas pelas tribos do norte da Europa antes da difusão do cristianismo. Tem uma forte ênfase na sociabilidade tribal e em viver segundo as ideias que se podem recuperar da época antiga.
Inicialmente o theodismo se baseava principalmente no paganismo anglo-saxão, mas com o tempo ele se ampliou a todas as tradições das tribos germânicas, por exemplo, normandos, saxões, frísios, jutos, godos, alamanos, suecos e dinamarqueses, todas as variantes das religiões germânicas.

### Etenismo Tribal e Antigo Costume
"Etenismo" ou "etenaria" simplesmente significam "maneira dos etenos (pagãos germânicos)". Já Forn siðr, em nórdico antigo, e Fyrnsidu, em inglês antigo, significam "antigos costumes". Todos esses nomes são, diferente dos anteriores, basicamente intercambiáveis entre si, referindo-se a uma abordagem centrada no culto do lar, com enfoque tribal e reconstrucionista, à semelhança do theodismo, mas independentes da teologia theodista, embora possuindo grandes pontos de diálogo com ela. Refere-se sobretudo a uma tentativa de viver da forma mais semelhante possível o paganismo germânico nos dias atuais, sendo por isso usados nomes em dialetos específicos, pois geralmente se entende que um eteno tribal segue o ethos de uma tribo germânica específica. Seus principais formadores na atualidade são Bil Linzie e Robert Sass nos Estados Unidos  , Joshua Rood, na Islândia, o Allodium Francorum no Canadá, além das iniciativas do Larhus Fyrnsida e Hvergelmir International. Lembrando que existem divergências entre esses grupos, inclusive na prática, já que dedicam-se a povos diferentes, mas sua metodologia é bastante semelhante na reconstrução e aglutinação das informações dos povos antigos que os guiam na sua religiosidade moderna.

#### Etenismo tribal, etenaria tribal
"Etenismo" designa o ato de agir como tal grupo (-ismo). Pode ser usado de maneira genérica, sendo sinônimo de "neopaganismo germânico". Por isso grupos com um enfoque meramente eteno têm preferido o uso do termo "etenismo/etenaria tribal" ou "costumes antigos" em algum dialeto antigo germânico. Todavia, nem todos os etenos tribais seguem um caminho específico entre os povos germânicos, sendo etenos "pan-germânicos", ou seja, absorvendo informações de todas as fontes germânicas na prática de sua reconstrução nos dias atuais. Todavia, a regra ainda é a preferência por um caminho específico, comumente dos povos da Escandinávia e Islândia, embora o paganismo Anglo-Saxão na atualidade conte com grande força.

#### Fyrnsidu
Termo em inglês antigo que significa "antigo costume". É uma forma de religiosidade reconstrucionista baseada principalmente na recriação da antiga religião anglo-saxã vivida na Inglaterra após a conquista anglo-saxã e antes da conversão ao cristianismo.

#### Forn siðr
O Forn siðr é um termo em nórdico antigo que significa "antigo costume". Seu objetivo é recuperar a religião vivenciada na Escandinávia e Islândia antes da conversão ao cristianismo. Geralmente seus praticantes se voltam à Era Viking.

#### Frankisk Aldsido
Termo em franco antigo que significa "antigo costume franco". É uma tentativa de recuperar a religião dos povos francos que se estabeleceram na França após o enfraquecimento do Império Romano do Ocidente, entendendo e vivenciando as relações que a religião germânica tinha com as religiões celtas e romana.

#### Firn Sitte
Termo em alto-alemão antigo que significa "antigo costume". Refere-se a várias tentativas práticas de recuperar as religiões de diversos povos no que hoje é a Alemanha, Áustria e Suíça. Os principais povos que alguns grupos se dedicam são os alamanos, suevos e saxões.

### Forn Sed
Expressão em sueco que significa "antigo costume". Na prática a principal organização que se identifica com essa nomenclatura é a Samfundet Forn Sed Sveriges, que em suas práticas caminha por algo entre a Ásatrú islandesa e o etenismo tribal. Ela se foca nas raízes nórdicas pré-cristãs e nas práticas e crenças folclóricas e populares da Suécia.

### Urglaawe
É um movimento neopagão criado pelos descendentes de imigrantes alemães no estado da Pensilvânia nos Estados Unidos. Urglaawe simplesmente significa "crença anterior" ou "crença antiga" no dialeto Deitsch, e é focada nas tradições de povos suevos e de regiões da Alemanha e Holanda de onde provém os antigos colonizadores que deram origem à comunidade Deitsch na Pensilvânia, além do folclore local e de regiões de onde esses povos vieram..

### Ariosofia, Armanismo e Wotanismo
O termo 'Ariosofia', significando sabedoria oculta relativa aos arianos, foi criada por Lanz von Liebenfels em 1915 e tornou-se o rótulo da sua doutrina nos anos 1920. List realmente denominava sua doutrina de 'armanismo', enquanto Lanz usava os termos 'teozoologia' e 'ariocristianismo' antes da Primeira Guerra Mundial. List também usou o termo wotanismo. Essa forma de ocultismo que se baseou fracamente num monoteísmo centrado na figura de Odin foi amplamente influenciado pelo pseudocientificismo e romantismo do século XIX e começo do século XX. No livro The Occult Roots of Nazism, a expressão 'ariosofia' é usada genericamente para descrever as teorias ariano-racistas-ocultistas de ambos os homens e seus seguidores.